# TikTok

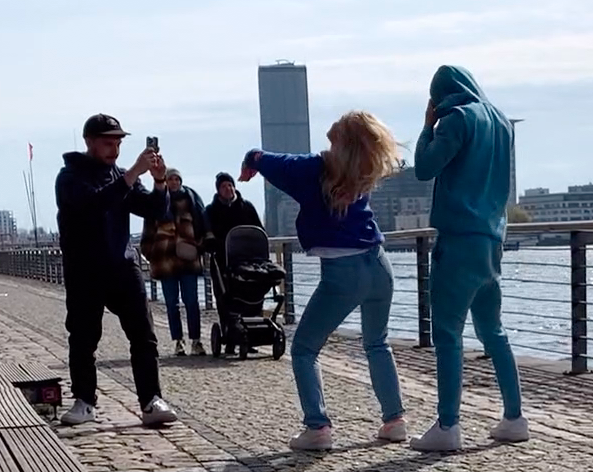
Beispiel einer Videoproduktion für TikTok in Berlin

TikTok ist ein Videoportal für Kurzvideos, das zusätzlich Funktionen eines sozialen Netzwerks anbietet und vom chinesischen Unternehmen ByteDance betrieben wird. In der Volksrepublik China läuft es in einer zensierten Version unter dem Namen Douyin (chinesisch 抖音短视频, Pinyin Dǒuyīn duǎnshìpín – „Douyin-Kurzvideo“). Es ist seit 2018 als mobile App für die Betriebssysteme Android und iOS verfügbar. Seither gehört TikTok zu den sich am schnellsten verbreitenden mobilen Apps der Welt und wurde führende Kurzvideoplattform in Asien mit der weltweit größten Playback-Videogemeinde.
Das Unternehmen ist aufgrund von Bedenken hinsichtlich Daten- und Jugendschutz sowie Spionage, Propaganda und Zensur zugunsten der chinesischen Regierung umstritten. Die Bedenken werden geäußert, da die App unter anderem tief in die Privatsphäre der Nutzer eingreift, indem sie auf den Cache zugreift und mögliche sensible Daten sammelt. Kritisiert wird auch, dass der Algorithmus bestimmte Gruppen benachteilige und Inhalte zensiere, die der chinesischen Regierung missfallen könnten.

## Funktionsweise
Mit der TikTok-App können Benutzer Musikclips ansehen sowie kurze Clips aufnehmen und bearbeiten, unter anderem durch das Hinzufügen von visuellen Effekten und Filtern. Zum Erstellen eines eigenen Videos wird zunächst der Begleitton ausgewählt, danach erfolgt die Aufnahme mit der Kamera des Mobilgeräts oder die Wahl eines vorher aufgenommenen Videos. Innerhalb des vorgegebenen Zeitraumes von maximal zehn Minuten kann ein zur gewählten Audiospur passender Videoclip erstellt bzw. ausgewählt werden, der meist aus Karaoke- bzw. Playback-Singen, Tanzen oder Schauspielern zur Audiospur besteht. Die Länge des Videos richtet sich auch nach der Länge der genutzten Audiospur.
Die TikTok-Musikliste enthält eine Auswahl an Musikstilen und Audioclips aus verschiedenen Medien. Insgesamt gibt es 19 Kategorien. Darüber hinaus gibt es unterschiedliche thematische Hashtags und „Internet-Challenges“, unter denen Videos gesammelt werden. Die beliebtesten Videos in der jeweiligen Sprachregion und international werden auf der Hauptseite angezeigt und lassen sich durchwischen. Zum Erstellen von Videoclips und zum Interagieren mit anderen Mitgliedern ist eine Anmeldung erforderlich, zum Ansehen der Videos jedoch nicht. Nutzerdaten werden durch eine künstliche Intelligenz analysiert. Zielgruppe sind überwiegend Teenager.
Die Hauptseite TikToks besteht aus der „Folge-ich“- und der „Für-dich“-Seite, zwischen denen mit einem Wischen nach rechts oder links gewechselt werden kann. Auf der „Für-dich“-Seite werden Videos angezeigt, die zunächst durch die Nutzerdatenanalyse der künstlichen Intelligenz als für den Nutzer interessant gewertet wurden. Diese Interessen der Nutzer bilden verschiedene „sides“, also Seiten innerhalb TikToks. Zwei Beispiele sind „booktok“, das sich mit Büchern befasst oder „alttiktok“ für Nutzer aus der Alternative-Music-Szene. Die unterschiedlichen Seiten innerhalb TikToks sind zahlreich und oft durch starke Gegensätze geprägt, wie „conservativetiktok“ und „liberaltiktok“. Die Größe dieser beiden Seiten zeigt auch die politische Bedeutung der Plattform, insbesondere für junge Menschen.

## Geschichte
Douyin wurde im September 2016 von Zhang Yiming, dem Gründer von ByteDance, ins Leben gerufen. Im Januar 2017 erhielt das Unternehmen mehrere Millionen Renminbi von der Toutiao-Gruppe, um die Plattform weiter auszubauen. Im September 2017 begann die Expansion auf den indonesischen Markt.
Im November 2017 kaufte der Konzern den populären, chinesischen Kurzvideodienst musical.ly für 800 Millionen bis eine Milliarde US-Dollar auf. Im Februar 2018 startete TikTok eine Partnerschaft mit Modern Sky, um Musik zu monetarisieren. Am 2. August 2018 wurde die App TikTok der Nachfolger von musical.ly.: musical.ly wurde in TikTok umbenannt und das Design dem chinesischen Pendant Douyin angeglichen. musical.ly hatte einen schlechten Ruf und stand in der Kritik, Pädophile anzuziehen. Die Umfirmierung sollte dies vergessen lassen.
Der Umsatz für das Jahr 2018 belief sich auf 8,4 Milliarden US-Dollar. Für das Jahr 2019 hat TikTok 176,9 Millionen US-Dollar erwirtschaftet, wovon allein 122,9 Millionen US-Dollar von chinesischen iOS-Nutzern stammen. Von Mai bis August 2020 war Kevin A. Mayer, der Streaming-Chef von Walt Disney, Chief Operating Officer der App. Ab diesem Zeitpunkt verlagerte der Mutterkonzern ByteDance ihre geschäftlichen Aktivitäten mutmaßlich zunehmend ins Ausland. Mayer verließ TikTok nach kurzer Zeit und Vanessa Pappas übernahm als Interim-CEO. Im Mai 2021 wurde Shou Zi Chew zum CEO von TikTok ernannt und leitet seitdem die Geschäfte des Konzerns aus dem Hauptquartier aus Singapur.

### TikTok Music
TikTok Music war ab dem Sommer 2023 ein Angebot im Bereich Musik-Streaming, das unter dem Dach des chinesischen Bytedance-Konzerns entwickelt wurde. Der Dienst startete zunächst in Brasilien und Indonesien und trat dort an die Stelle des zuvor existierenden Bytedance-Musikdienstes Resso. Ein herausragendes Merkmal von TikTok Music war die nahtlose Integration mit der Video-App TikTok, die es den Nutzern ermöglichte, vollständige Songs zu hören, ohne die Anwendung wechseln zu müssen. Mit diesem Schritt positionierte sich TikTok Music als direkter Konkurrent zu etablierten Musik-Streamingdiensten wie Spotify, Apple Music, Amazon Music und YouTube Music. TikTok Music wurde am 28. November 2024 eingestellt.

### TikTok Shop
Im März 2025 startete TikTok den „TikTok Shop“ in Deutschland, Frankreich und Italien. Dieses Feature ermöglicht es Nutzern, Produkte direkt in der App zu entdecken und zu erwerben.

## Nutzer- und Downloadzahlen
Nach eigenen Angaben erreichte die App im Juni 2018 täglich 150 Millionen aktive Nutzer und pro Monat 500 Millionen aktive Nutzer aus 150 Ländern. Sie war die weltweit am häufigsten heruntergeladene iPhone-App im ersten Quartal 2018 mit geschätzten 45,8 Millionen Downloads. In China ist sie die beliebteste App und auf ca. 14 % aller Smartphones installiert. Im August 2019 war die App mit 63 Millionen Downloads auf Platz 1 der Downloadcharts und überholte damit WhatsApp. Im November 2018 verbrachten rund 4,1 Millionen monatlich aktive deutsche TikTok-Nutzer (54 Prozent davon weiblich) durchschnittlich rund 39 Minuten pro Tag in der App. Bis Februar 2019 wurde die App insgesamt über eine Milliarde Mal heruntergeladen. Im November 2019 erreichte TikTok eine Milliarde monatlich aktive Nutzer, womit es zu den am schnellsten wachsenden sozialen Netzen gehört. Anfang Mai 2020 war die App erstmals über zwei Milliarden Mal heruntergeladen worden. Im Juli 2021 lag der Kurzvideoanbieter mit 63 Millionen Downloads vor Facebook und Whatsapp, insgesamt wurde die App drei Milliarden Mal heruntergeladen. Im Jahr 2023 gab es 150 Millionen Nutzer in Europa. Im selben Jahr wurde die Monetarisierung durch Werbung in der Schweiz intensiviert. In den USA wird TikTok Anfang 2024 laut New York Times von der Hälfte der Bevölkerung (ca. 170 Millionen) genutzt. Im März 2025 gab TikTok an, dass monatlich 24,2 Millionen Menschen in Deutschland die App nutzen.

## Außenwahrnehmung

### Gründe für den Erfolg
TikTok ist vor allem bei der Generation Z beliebt und übernahm viele Nutzer aus musical.ly. Die App zeichnet sich durch eine vereinfachte Bedienung und ein Design aus, das vor allem Jugendliche anspricht. TikTok bietet eine große Musikbibliothek und viele Videobearbeitungsmöglichkeiten. Es gibt dort nur wenige Unternehmenskanäle, so dass die Nutzer das Gefühl haben, unter sich zu bleiben, und sich leichter mit den Videoinhalten identifizieren können. Allerdings sehen einige Anbieter auch eine Lücke in diesem Markt und produzieren genau deswegen für TikTok.
Der Erfolg ist auch eine Folge der Schließung der Kurzvideoplattform Vine im Jahr 2017 und mangelnder Konkurrenz. Auf TikTok wurde vor allem durch ein virales Marketing und Influencer-Marketing aufmerksam gemacht. Zusätzlich erzeugen Internet-Challenges und Clips durch entsprechende Hashtags weitere Aufmerksamkeit und wurden teilweise zu Memes, die über TikTok hinaus bekannt sind.

### Popularität und Einfluss
Die Popularität der App sorgte für virale Trends und Internet-Challenges. Sie brachte Internet-Bekanntheiten mit mehreren Tausenden oder Millionen Anhängern hervor. Ebenfalls verhalf es Liedern zur Bekanntheit und wird von bekannten Persönlichkeiten und einigen Unternehmen als Teil von Vermarktungsstrategien und zusätzliches Medienangebot genutzt, das vor allem die Generation Z ansprechen soll.
TikTok verhalf Liedern in die Musikcharts und Musikern wie beispielsweise Lil Nas X zum Durchbruch. Hierbei dominieren vor allem Raplieder. Nach dem Musikproduzenten Nick Sylvester, der bereits für virale Musiktrends auf TikTok sorgte, passen mittlerweile einige Musiker ihre Musikstruktur an, um zu einem viralen Hit auf der Plattform zu werden. Plattenlabels nutzen sie ebenfalls als Vermarktungsinstrument für neue Veröffentlichungen ihrer Musiker. Im Vergleich zu anderen Plattformen sei die Bezahlung der Plattenlabels für die Nutzung von Liedern von TikTok allerdings gering.
Ein Ausschnitt des Raplieds Mia Khalifa von iLOVEFRiDAY’s über die gleichnamige Pornodarstellerin, der auch als „Hit or Miss“ bezeichnet wird, wurde in mehr als vier Millionen TikTok-Videos verwendet und so zu einem der bekanntesten Internet-Meme von TikTok.

## Kritik

Staaten, die Tiktok auf Regierungsgeräten verboten haben
Staaten, die Tiktok bereits temporär gesperrt haben
Staaten, die de jure ein Verbot haben, das de facto nicht durchgesetzt wird
Staaten, die Tiktok dauerhaft gesperrt haben
Staaten, die Tiktok gesperrt haben und eine eigene Version erstellt habenStand: April 2023

Vielfach wurden Bedenken gegen TikTok geäußert; die App greife unter anderem tief in die Privatsphäre der Nutzer ein, indem sie auf den Cache zugreift und mögliche sensible Daten sammelt. Kritisiert wird auch, dass der Algorithmus bestimmte Gruppen benachteilige und Inhalte zensiere, die der chinesischen Regierung missfallen könnten. TikTok wurde in mehreren Staaten der Erde gesperrt aufgrund eines oder mehrerer Kritikpunkte.

### Falschinformationen
Basierend auf dem im September 2022 veröffentlichten Misinformation Monitor von NewsGuard zeigt die Suchfunktion auf TikTok in 20 Prozent der Fälle Falschmeldungen an. Die Faktencheck-Organisation NewsGuard analysierte 540 Videos und stellte fest, dass 105 von ihnen „falsche oder irreführende Behauptungen“ enthielten. So enthielten Videos unter anderem irreführende Informationen zur Integrität der US-Präsidentschaftswahlen 2020, zur Zahl der Opfer im Russisch-Ukrainischen Krieg, zu COVID-19-Impfstoffen und potenziell gefährliche Informationen, wie Hausrezepte für chemische Abtreibungsmittel und Hydroxychloroquin.
Laut den Gemeinschaftsrichtlinien von TikTok ist das Verbreiten von Falschinformationen und Verschwörungsmythen, die „erhebliche Schäden“ für Einzelne oder die Öffentlichkeit verursachen können, verboten. TikTok arbeite bei der Überprüfung von Beiträgen eigener Aussage zufolge mit unabhängigen Faktenprüfern zusammen, um Beiträge mit Falschinformationen zu identifizieren und zu entfernen.
Im November 2022 startete die Bildungsstätte Anne Frank eine Kampagne gegen Antisemitismus auf TikTok unter dem Hashtag #Gemeinsamgegen Antisemitismus. Laut der Leiterin der Bildungsstätte verbreite die App auf dem „Lieblingsmedium von Millionen Kindern und Jugendlichen weltweit […] antisemitische Codes, von Verschwörungserzählungen über Geschichtsrevisionismus und Shoa-Leugnung bis hin zu israelbezogenem Antisemitismus.“ Der Präsident des Zentralrats der Juden in Deutschland Josef Schuster bezeichnete TikTok als „größte[n] Raum für Antisemitismus im Netz“.

### Sexismus und Jugendschutz
Aufgrund der harmlosen Aufmachung und fehlender Aufklärung über die Folgen und Rechte bei der Nutzung geriet die Plattform in Kritik, nicht genügend Jugendschutz und Datenschutz für eine evtl. beeinflussbare und leichtsinnige junge Zielgruppe zu bieten. Ebenfalls wird kritisiert, dass zu wenig gegen Sexismus und Cyber-Mobbing in den Kommentaren vorgegangen werde. TikTok beabsichtigt dies in Zukunft zu unterbinden und dafür ein Sicherheitszentrum in Deutschland auszubauen.
Anfang 2019 wurde TikTok in den Vereinigten Staaten zu einer Strafe von 5,7 Millionen US-Dollar verurteilt. Hintergrund war der ungenügende Schutz Minderjähriger. Im Dezember 2019 wurde in den Vereinigten Staaten eine zweite Sammelklage von Eltern wegen mangelnden Datenschutzes von Minderjährigen eingereicht. Als eine Jugendschutzmaßnahme erlaubt TikTok seit dem 30. April 2020 Personen, die mindestens 16 Jahre alt sind, das Versenden und Empfangen von privaten Nachrichten. In Italien wurde TikTok verpflichtet, bis spätestens Mitte Februar 2021 das Mindestalter von 13 Jahren zu überprüfen oder die Nutzerkonten zu blockieren.
Im September 2023 belegte die irische Datenschutzbehörde TikTok mit einer Strafe von 345 Millionen Euro. Vorausgegangen war eine Untersuchung zum Umgang mit Nutzerdaten von Minderjährigen im Jahr 2020. Speziell sei es dabei um einige Einstellungen der Plattform sowie die Altersüberprüfung bei der Anmeldung gegangen. Das Urteil ist noch nicht rechtskräftig.

#### Normalisierung von Drogenkonsum
Nach Angaben des Landeskriminalamts Nordrhein-Westfalen verbreitete sich der Konsum von Lachgas bzw. Distickstoffmonoxid um die Jahre 2022, 2023 deutlich. Die Fachstelle für Suchtprävention der Drogenstelle Köln macht dafür mitunter TikTok verantwortlich. Auf TikTok trendeten unter dem Begriff Lachgas-Challenge Videos von Personen, die Lachgas konsumieren.

#### Cyber-Mobbing und Einschränkung von Kritik
Aus den internen Richtlinien wurde bekannt, dass Moderatoren Beiträge mit Kritik am Unternehmen oder der Erwähnung von Konkurrenz sperren dürfen. Ferner geht aus diesen hervor, dass maschinelles Lernen eingesetzt wird, um kritische Inhalte ausfindig zu machen und zu entfernen. Um die Anzahl der negativen Kommentare zu verringern, reduzierte TikTok die Reichweite von Menschen mit Behinderungen oder Adipositas und von queeren Personen.
TikTok soll auch Inhalte von Nutzern einschränken, die aufgrund dieser Inhalte gemobbt werden könnten. Dazu zählen unter anderem Behinderungen, LGBT-Themen oder übergewichtige Personen. Die Reichweite dieser Inhalte wird von TikTok ab zehntausend Aufrufen eingeschränkt und erhält die Markierung „Auto_R“. Einige Inhalte ab einer bestimmten Aufrufzahl werden auf der Startseite nicht mehr angezeigt. Davon betroffen sind auch deutsche Vlogger, die über ihre Behinderungen berichten. TikTok wird daher vorgeworfen, Vorurteile zu fördern und die Meinungsfreiheit einzuschränken.

### Finanzbetrug
Auf TikTok sind Fälle von Finanzbetrug, u. a. durch Liebesbetrug im Internet bzw. gefälschte Profile dokumentiert.

### Zensur politischer und religiöser Themen
Als Zensur gilt im engeren Wortsinn das Eingreifen staatlicher oder sonstiger machtgestützter Institutionen, durch die im Sinne dieser Institutionen unerwünschte Inhalte von der Medienöffentlichkeit ferngehalten werden sollen. Wenn der Vorwurf erhoben wird, in einem Staat werde TikTok „zensiert“, ist zu beachten, dass es in Rechtsstaaten keine rechtsfreien Räume gibt. Die Tatsache, dass TikTok ein Video nicht löscht, bietet auch in Rechtsstaaten Nutzern, die ein Video hochladen, keinen Schutz vor einer „Nachzensur“, vor allem in Form einer Strafverfolgung durch Organe des betreffenden Staates.
TikTok behält es sich vor, politische Inhalte zu entfernen, wenn dies im Interesse der chinesischen Regierung ist. So wurden Videos über die Proteste in Hongkong 2019 zensiert, genauso wie Inhalte mit Kritik am chinesischen Sozialismus. Gewaltfreie Falun-Gong-Inhalte werden als „Gewalt“ eingestuft, um sie zu löschen. Manche regierungskritische Inhalte, wie die der Tagesschau, bleiben zwar in einigen Ländern auf der Plattform, sind jedoch in der chinesischen Version unauffindbar. Debatten sollen daher bewusst vermieden und stattdessen der Fokus auf Unterhaltung gesetzt werden. Um dies zu erreichen, reduziert bzw. erhöht TikTok durch Moderationsstufen die Verbreitung ausgewählter Inhalte. Direktübertragungen, in denen politische Reden gehalten werden, sind nicht erlaubt.
Kontroverse Themen wie Glaubenskonflikte oder ethnische und politische Konflikte sind unerwünscht. So werden Informationen zu den Umerziehungslagern in Xinjiang und der Verfolgung und Umerziehung der Uiguren in China entfernt oder vorab herausgefiltert. Außerdem gibt es länderspezifische Regeln, die Listen mit Persönlichkeiten und Themen führen, die nicht kritisiert werden dürfen. So ist in der Türkei die Nennung „nicht-islamischer Götter“ wie Jesus, Maria oder Engel verboten. Kritik zu Xi Jinping, Wladimir Putin, Donald Trump, Barack Obama, Mahatma Gandhi und Recep Tayyip Erdoğan wird in den jeweiligen Ländern ebenfalls gefiltert bzw. unterdrückt.
Im März 2022 veröffentlichte Rechercheergebnisse des Norddeutschen Rundfunks, Westdeutschen Rundfunks und der Tagesschau zeigten die Verwendung von einem Wortfilter bei Kommentaren mittels heimlicher Blockierung für Begriffe, die auch unter die Zensur in der Volksrepublik China fallen, darunter die Begriffe Sklaven, Terroristen, Peng Shuai sowie einige Wörter, die im Zusammenhang mit Nationalsozialismus und Sexualität stehen. Laut weitergehender Recherche von NDR, WDR und Tagesschau bestehen für TikTok-Benutzer aus Deutschland bei mindestens 20 Wörtern Filter, die dafür sorgen, dass Kommentare, die eines der 20 Wörter beinhaltet, anderen Benutzern nicht angezeigt werden. Bekannte Begriffe sind: Cannabis, Crack, Drogen, Gas, gay, Heroin, Heterosexuelle, homo, Kokain, LGBTQ, LGBTQI, LSD, Nazi, Porno, Pornografie, Prostitution, schwul, Sex, Sexarbeit, Sklaven. TikTok erklärte diesbezüglich, dass Fehler in den „automatisierten Systemen“ für die Filterauswahl verantwortlich sei und dass TikTok die automatisierten Systeme weiter trainieren werde.

#### Blockierung von LGBT-Inhalten
Neben Nacktheit und Alkoholkonsum war zu Beginn, unter Berufung auf den Jugendschutz, auch die Verbreitung von Inhalten mit Bezug auf Homosexualität oder deren Befürwortung auf TikTok generell verboten. Die Regelung galt weltweit und betraf damit auch Länder, in denen Homosexualität legal ist. Diese Vorgehensweise stand in der Kritik, weil sie die sexuelle Selbstbestimmung und Meinungsfreiheit einschränkt, Homosexualität in ein negatives Licht rückt und sie als nicht gewünscht darstellt. Es wurden nicht, wie für einen solchen Jugendschutz angemessen, nur Darstellungen sexueller Handlungen allgemein untersagt, sondern direkt die Präsenz bestimmter sexueller Orientierungen unterdrückt. Bis 2021 wurde diese Regelung nach Angabe des Unternehmens jedoch abgemildert und es wirbt nun, zumindest in Deutschland, auch mit queeren Persönlichkeiten. Allerdings ist umstritten, ob TikTok, bezogen auf die weltweite Reichweite, nicht noch immer negative Auswirkungen auf die Rechte der LGBT-Gemeinschaft zur Folge hat. Um Zensurfilter und eine solche Reichweitenbegrenzung zu umgehen, verwenden viele Nutzer Algospeak, eine unter anderem auf Leetspeak zurückgreifende Sprachform. Es gibt weiterhin regionale und sprachlich unterschiedliche Behandlungen von LGBTQ-Themen, wodurch beispielsweise in Russland Videos zum Thema gesperrt werden, obwohl sie nach russischem Recht erlaubt sind.

### Datenschutzbedenken
Mit der Registrierung bei TikTok stimmt der Nutzer zu, dass die App vielerlei private Daten ausliest und verarbeitet. Dazu gehören z. B. alle Direktnachrichten, Standortdaten, die Telefonkontakte, und sämtliche Aktionen innerhalb der App. Die App steht in der Kritik, Daten nicht ordnungsgemäß zu schützen, vor allem von Kindern und Jugendlichen. So wurde der Vorgänger musical.ly verpflichtet, im Jahr 2019 nachträglich 5,7 Millionen US-Dollar Strafe an die US-amerikanische Federal Trade Commission (FTC) zu zahlen, weil der Children’s Online Privacy Protection Act (COPPA) nicht eingehalten worden war. Das deutsche Bundesgesundheitsministerium leitete 2020 eine Prüfung ein, um festzustellen, ob das TikTok-Nutzerkonto des Ministeriums wegen Sicherheits- und Datenschutzbedenken gelöscht werden soll.
Die französische Datenschutzaufsichtsbehörde CNIL verhängte Anfang 2023 ein Bußgeld in Höhe von fünf Millionen Euro gegen die Browserversion von TikTok. Es sei für Nutzer zu schwierig, der Verarbeitung persönlicher Daten zu widersprechen. Im Oktober 2023 verhängte die Europäische Union wegen Verstößen gegen die EU-Datenschutzgrundverordnung eine Geldstrafe in Höhe von 345 Millionen Euro gegen TikTok.

### Sicherheitsbedenken
Im Juli 2020 entdeckte der Freiburger Programmierer Freddy Greve eine Sicherheitslücke, die es ermöglichte, fremde Konten zu übernehmen. Schuld an dieser Lücke war das Speichern von Nutzer-Access-Tokens als Cookies im In-App-Browser.
Das Unternehmen Check Point wies ByteDance bereits im November 2019 auf Sicherheitslücken in TikTok hin. Anfang Januar 2020 nutzten Hacker eine Sicherheitslücke aus, durch die mittels eines Cross-Site-Request-Forgery-Angriffs JavaScript-Schadsoftware über den eigenen SMS-Dienst von TikTok versendet und damit auf das Nutzerkonto zugegriffen wurde. Nach Aussagen von Check Point waren weltweit potenziell alle 800 Millionen TikTok-Nutzer und in Deutschland rund 5,5 Millionen betroffen.
Im April 2020 erfuhr die Öffentlichkeit von einer weiteren Sicherheitslücke (als Proof of Concept), die es Hackern mittels des Content Delivery Network von TikTok ermöglicht hätte, Clips zu ersetzen. Ursache hierfür ist, dass TikTok wegen theoretisch höherer Datenübertragungsrate und weniger benötigter Rechenleistung statt des sicheren HTTPS das unverschlüsselte HTTP verwendet. In Kritik geriet ebenfalls das permanente Auslesen der Zwischenablage auf iOS-Geräten.

### Spionage
Die Vereinigten Staaten befürchten Spionage und eine Weiterleitung von Informationen an chinesische Behörden, weswegen die App nach einem Bericht der New York Times von einem Regierungsgremium darauf geprüft wurde. Das zuständige US-Finanzministerium kommentierte diesen Bericht nicht. Auch US-Senatoren wie Marco Rubio (R) und Chuck Schumer (D) äußerten einen Verdacht auf Spionage. ByteDance streitet dies ab und merkt an, dass sich die Rechenzentren nicht in China befinden und das Unternehmen unabhängig von der chinesischen Regierung sei. Der Chief Executive Officer von Reddit, Steve Huffman, bezeichnete TikTok auf der Social 2030 als parasitäre Spyware, das Hackerkollektiv Anonymous als eine „von der chinesischen Regierung betriebene Malware“.
Das Repräsentantenhaus der Vereinigten Staaten verbot Ende 2022 TikTok auf dienstlichen Mobiltelefonen von Abgeordneten und deren Mitarbeitern.

### Diebstahl von fremden Inhalten, Propaganda und Manipulation
Der ehemalige Technikchef Yintao Yu erhob im Mai 2023 schwere Vorwürfe: Bytedance habe fremde Inhalte gestohlen und die Zahlen manipuliert. Laut seinen Aussagen haben Mitarbeiter gezielt die Inhalte von Nutzern der Konkurrenzplattformen gestohlen, um diese auf TikTok hochzuladen. Die Aktivität wurde mit Bot-Konten erhöht. Beide Maßnahmen seien wichtig gewesen, um in den USA zu wachsen. Außerdem sei TikTok ein Propagandawerkzeug für die Kommunistische Partei in China und würde Inhalte manipulieren, damit Beiträge über die Proteste in Hongkong sich nicht verbreiten. Er habe sich geweigert und sei deswegen gekündigt worden. Wie schon an anderer Stelle hat das hinter TikTok stehende Unternehmen Bytedance die Vorwürfe abgestritten. Derzeit lassen sich beide Sichtweisen nicht belegen. Sollten sie stimmen, ist unklar, inwieweit diese nach wie vor aktuell sind – Yintao Yu hat zuletzt 2018 für den Konzern gearbeitet. Bytedance hat als Reaktion auf Kritik seitdem mehrere Änderungen vorgenommen.

### Gefahr für psychische Gesundheit
Die im April 2024 eingeführte App „TikTok Lite“, die in Europa in Spanien und Frankreich verfügbar gewesen war, wurde im August 2024 wieder abgeschafft, nachdem die EU-Kommission ein Verfahren gegen das Unternehmen eingeleitet hatte. Letzteres konnte somit durch das Unternehmen abgewandt werden. Für das mehrstündige Konsumieren von Videos oder das Einladen von Online-Freunden sollten User in der App Punkte bzw. digitale Münzen erhalten, die bei Onlinehändlern eingelöst werden konnten. Die EU-Kommission hatte dies als „Gefahr schwerer Schäden für die psychische Gesundheit der Nutzenden“ gewertet und von TikTok Maßnahmen zum Schutz von Minderjährigen gefordert. TikTok hatte die App daraufhin zwischenzeitlich aus dem Angebot genommen. Im Februar 2024 wurde ein weiteres Verfahren der EU-Kommission gegen TikTok – im Zusammenhang mit möglichen Suchtgefahren für Minderjährige durch die Nutzung der Plattform – eingeleitet.
Im Dezember 2024 fordert Michael Erle in Telepolis ein Verbot von „algorithmischer Kuration“, um TikTok daran zu hindern, die „Mechanismen unseres Gehirns“ in suchtauslösender Form missbräuchlich auszunutzen.

### Meinungsäußerungen des Unternehmens durch Algorithmen
In den USA wurde im August 2024 eine Klage im Zusammenhang mit dem Tod einer 10-jährigen TikTok-Nutzerin gegen das Unternehmen eingebracht. Das Kind war 2021 bei einer Blackout Challenge gestorben. Das Gericht argumentiert, TikTok übe durch die Nutzung von Algorithmen eine „eigene Meinungsäußerung“ aus, da man entscheide, welche Inhalte Nutzern empfohlen würden. Somit bestehe auch eine Verantwortung für den Tod der 10-Jährigen.

### Arbeitsbedingungen und Personalpolitik
Beim deutschen Teilunternehmen TikTok Germany GmbH wurde in der Vergangenheit Kritik von Beschäftigten aufgrund von hoher Arbeitsbelastung und sexistischem Umgang geäußert. Im Jahr 2021 verhinderte der Konzern eine Betriebsratsgründung.
Im Jahr 2024 verkündete TikTok die Entlassung von Content Moderatoren, um diese durch Künstliche Intelligenz zu ersetzen. Dies führte am 23. Juli 2025 zum ersten Streik von Beschäftigten im Bereich der Sozialen Medien in Deutschland. Von Arbeitnehmerseite und der Gewerkschaft ver.di wurde dem Konzern vorgeworfen, durch den Stellenabbau keinen wirksamen Schutz gegen unangemessene Inhalte mehr gewährleisten zu können. Außerdem wurde auf einen fehlenden Sozialplan und die Abhängigkeit ausländischer Beschäftigter von ihrem Arbeitsplatz im Hinblick auf die Aufenthaltsgenehmigung hingewiesen.

### Reaktion bzw. Maßnahmen von TikTok auf Kritik und Kontroversen
TikTok versucht laut eigenen Angaben, Inhalte, die gegen die eigenen Gemeinschaftsrichtlinien verstoßen, zu identifizieren und schnellstmöglich zu entfernen sowie Konten zu sperren, die Regelverstöße wiederholt begehen. In vierteljährlichen Transparenzberichten führt TikTok auf, wie viele Videos, Nutzerkonten, gefälschte Likes, unerwünschte Werbungen, unerlaubte Livestreams es entfernt hat. Des Weiteren äußert sich TikTok darin, zu welchen politischen Themen unerwünschte Kampagnen auf TikTok liefen, wie viele Konten dahintersteckten und wie viele Follower die Konten hatten.

## Eingriffe durch Behörden
Ende 2022 und Anfang 2023 beschlossen mehrere westliche Staaten, die Nutzung von TikTok auf Diensthandys von Beamten zu verbieten.

### Sperrungen in Indien und Indonesien
Indonesien sperrte die TikTok-App ab dem 3. Juli 2018 zeitweise aufgrund von Bedenken wegen illegaler Inhalte wie Pornografie und Blasphemie. Die App wurde eine Woche später entsperrt, da mehrere Änderungen implementiert wurden, darunter die Entfernung kritischer Inhalte, die Eröffnung eines Verbindungsbüros der Regierung und die Einführung von Altersbeschränkungen und Sicherheitsmechanismen. Auch in der indischen Version des Google Play Store und App Store wurde TikTok im April 2019 zeitweise gesperrt wegen Vorwürfen, die App stifte zu pornografischen Inhalten an. Im Juni 2020 erfolgte im Hinblick auf Sicherheitsbedenken, da man Berichte erhalten habe, wonach Nutzerdaten missbraucht und auf Server außerhalb des Landes übertragen würden, eine erneute Sperrung.

### Sperrungsankündigung in den Vereinigten Staaten
Als Mark Zuckerberg die Bestrebungen der Bundesregierung der Vereinigten Staaten zur Regulierung seines Unternehmens Facebook abzuwehren suchte, betonte er Gefahren für Anwender in den Vereinigten Staaten durch die chinesische App TikTok. Dies griff US-Präsident Donald Trump im Juli 2020 auf, indem er ein Verbot der Software in den Vereinigten Staaten prüfen ließ. Bereits im Juni hatte eine Scherzaktion über TikTok dafür gesorgt, dass Trump bei seiner Wahlkampfrede in Tulsa vor stark ausgedünnten Rängen stand. Am 6. August 2020 unterzeichnete er eine Durchführungsverordnung, die Geschäfte mit der TikTok-Mutter ByteDance verbieten, da er die nationale Sicherheit gefährdet sah: Die Plattformbetreiberin sammle Nutzerdaten, die es der Kommunistischen Partei Chinas ermöglichen, US-amerikanische Staatsbürger auszuspionieren. ByteDance kündigte am 10. August 2020 Klage vor dem US-amerikanischen Bundesbezirksgericht für das südliche Kalifornien an, da die Verfügung verfassungswidrig und unbegründet sei. Ein Scheitern vor Gericht hätte zur Folge gehabt, dass sämtliche Verträge mit dem TikTok-Mutterkonzern ByteDance in den Vereinigten Staaten bis zum 15. September 2020 hätten gekündigt werden müssen. Am 7. August 2020 entschied das Gericht, dass ein Verbot der App unzulässig sei, da das faktische Einfuhrverbot nicht Teil der Notstandsvollmachten des Präsidenten ist und die TikTok-Nutzung unmöglich wäre. Die US-Konzerne Microsoft und Twitter bekundeten Interesse an einem Kauf oder einer Fusion der Plattform. Die Sperrankündigungen führten ebenfalls zu einem Zuwachs bei der konkurrierenden App Triller, die es dadurch zeitweise auf den ersten Platz der iTunes-Bestenliste schaffte. Im Juni 2021 hob der demokratische Präsident Joe Biden die Maßnahmen seines Amtsvorgängers wieder auf.

### Verbot in Montana
Im April 2023 stimmte das Parlament des Bundesstaates Montana mit 54 zu 43 Stimmen für ein Totalverbot von TikTok. Der Betreiber der Plattform wird der Spionage und Propaganda verdächtigt. Das Gesetz wurde am 17. Mai vom republikanischen Gouverneur Greg Gianforte unterzeichnet und sollte am 1. Januar 2024 in Kraft treten. Bereits wenige Stunden nach der Unterzeichnung klagten fünf TikTok-Influencer gegen den Erlass des Gesetzes. Es wurde argumentiert, dass das Gesetz gegen die Redefreiheit verstoße und der Bundesstaat mit seinem Verweis auf die nationale Sicherheit seine Befugnisse überschreite. Ein Verbot von TikTok in Montana wurde per einstweiliger Verfügung gestoppt. Einem US-Bundesrichter zufolge verletzt das Gesetz des Bundesstaats die US-Verfassung in mehrfacher Hinsicht. Montana hat gegen diese Entscheidung Einspruch eingelegt.

### Übernahme vor Sperrung
Zur Vermeidung einer Sperrung in den Vereinigten Staaten bestanden Überlegungen, das US-Geschäft von TikTok zu verkaufen. Als Kaufinteressenten bekannt wurden die Unternehmen Oracle, Microsoft, Walmart und Softbank. Neben dem US-Geschäft sollte auch das kanadische, neuseeländische und australische Geschäft mit übernommen werden. Ende August 2020 setzte die chinesische Regierung künstliche Intelligenz auf eine Exportkontrollliste. Somit wurde für eine Übernahme von TikTok eine Genehmigung durch chinesische Behörden notwendig, was eine Übernahme gefährdet oder zumindest verzögert hätte. Microsoft gab bekannt, dass ihr Übernahmeangebot abgelehnt wurde. Anstelle eines Verkaufs entstand eine Kooperation zwischen Bytedance und Oracle.
Kurz darauf kündigte die US-Regierung an, TikTok und WeChat zu verbieten. Apple, Google und andere US-Konzerne wurden angewiesen, für heimische Nutzer ab dem 20. September 2020 keine Downloads mehr zu ermöglichen. Gegen diese Anordnungen legte Bytedance Beschwerde ein.
Im September 2020 erteilte US-Präsident Trump einem Bündnis der Smartphone-App mit dem Softwarekonzern Oracle und dem Einzelhändler Walmart eine vorläufige Genehmigung. Die neue Allianz hat keinen Verkauf von TikTok in Amerika zur Folge, wie zunächst gefordert war. Oracle und Walmart sollen stattdessen Minderheitsaktionäre werden und gemeinsam mit anderen amerikanischen Investoren, die bereits heute am Mutterkonzern Bytedance beteiligt sind, eine Mehrheit von etwas mehr als 50 Prozent an der App halten. Man will diese in ein neues Unternehmen namens TikTok Global einbringen, welches den Sitz in den Vereinigten Staaten hat und dessen Verwaltung mehrheitlich aus US-Staatsbürgern besteht. Die Gesellschaft soll innerhalb eines Jahres an die US-Börse gebracht werden.

### Nationales Gesetz zur Abspaltung vom chinesischen Mutterkonzern
Am 13. März 2024 verabschiedete das US-Repräsentantenhaus mit großer Mehrheit einen Gesetzentwurf mit dem Ziel, TikTok USA von seinem chinesischen Mutterkonzern abzuspalten. Politiker von Demokraten und Republikanern nannten die nationale Sicherheit der Vereinigten Staaten als Grund. Wenn das Gesetz in Kraft tritt, bleiben dem Mutterkonzern ByteDance sechs Monate für einen Verkauf. Ist TikTok USA dann immer noch in der Hand eines „gegnerischen Landes“, sind Apple und Google gezwungen, die App auf ihren Plattformen (Google Play bzw. App Store) nicht mehr anzubieten. Am 23. April 2024 (Ortszeit) stimmte der US-Senat dem Gesetz zu. Am 24. April 2024 hat der US-Präsident Joe Biden den entsprechenden Entscheid unterzeichnet. TikTok ging gerichtlich gegen das Gesetz vor.
Am 17. Januar 2025 entschied der Oberste Gerichtshof, dass das Gesetz verfassungskonform ist, und wies damit die Beschwerde des Unternehmens ab. In seiner einstimmigen Entscheidung betonte der Gerichtshof, dass die Größe der Plattform, ihre Anfälligkeit für ausländischen Einfluss und die umfangreiche Sammlung sensibler Daten eine besondere Behandlung rechtfertigten. Das Gericht stellte zudem fest, dass ausländische Unternehmen wie ByteDance, TikToks chinesische Muttergesellschaft, die ihre Geschäfte im Ausland tätigen, keine Rechte zur Meinungsfreiheit gemäß dem First Amendment genießen. Am 19. Januar 2025 stellte TikTok den Betrieb in den USA zunächst auf unbestimmte Zeit ein, gab den Dienst jedoch nur wenige Stunden später aufgrund einer Ankündigung Donald Trumps, das Verbot per Dekret auszusetzen, wieder frei. Eine Executive Order von Trump am 20. Januar 2025 pausiert das föderale TikTok-Verbot für 75 Tage, um der Regierung Zeit zu geben, eine Lösung zu finden, welche die nationale Sicherheit gewährleistet. Trotz dieser Maßnahme haben Apple und Google TikTok noch nicht wieder in ihre App-Stores aufgenommen, da sie rechtliche Risiken befürchten die eine Executive Order nicht beseitigen kann.

### Sperrung in Pakistan
Pakistan sperrte TikTok seit dem 9. Oktober 2020 vorübergehend mindestens viermal. Die Sperrung wurde mit unmoralischen und unanständigen Inhalten begründet. Seit November 2021 ist die Plattform jedoch verfügbar.

### Sperrung in Frankreich
Im März 2023 wurde bekannt, dass Frankreich die Nutzung von TikTok auf dienstlichen Mobiltelefonen in Ministerien und Ämtern verbietet. Vom 15. bis 28. Mai 2024 war der Empfang von TikTok im französischen Überseeterritorium Neukaledonien blockiert, da dort während der schweren Gewaltausschreitungen mit mehreren Toten die Randalierer mit diesem Medium ihre Aktionen koordinierten und sich mit den Aufnahmen gegenseitig zu weiteren Straftaten anstachelten. Es war eine in Frankreich bisher einmalige Maßnahme.

### Sperrung in Nepal
Im November 2023 kündigte Nepal an, TikTok landesweit zu verbieten. An einer technischen Umsetzung der Sperre werde gearbeitet.

### Sperrung in Albanien
Nach dem Mord eines 14-Jährigen an einem Gleichaltrigen in einer Schule in Tirana im November 2024 kündigte der Ministerpräsident Albaniens, Edi Rama, an, TikTok und Snapchat zu schließen. Die albanische Regierung werde einen Austauschprozess mit Elternräten und Schulen starten, um so ein Verbot auf den Weg zu bringen. Am 21. Dezember 2024 verkündete Ministerpräsident Edi Rama, dass TikTok ab Anfang Januar 2025 für mindestens ein Jahr nicht erreichbar sein werde. In diesem Zeitraum sollen Bildungsprogramme für Kinder gestartet werden. Wie die Sperre in Albanien umgesetzt werden sollte, war zunächst unklar. Die Sperre trat schließlich am 13. März 2025 in Kraft. Von Seiten der oppositionellen Demokratischen Partei wurde der Schritt als „diktatorische Entscheidung“ und „schwerwiegender Akt gegen die Meinungsfreiheit und die Demokratie“ bezeichnet.

### Russische Propaganda und Sperrung ausländischer Inhalte für russische Benutzer
Ohne dies zu kommunizieren, sperrte TikTok nach dem russischen Überfall auf die Ukraine 2022 ausländische Inhalte für russische Benutzer, darunter auch den Account von TikTok selbst. 95 Prozent der Inhalte seien für russische Benutzer verschwunden, nachdem TikTok zunächst als Ausweichplattform diente, nachdem die russische Zensur die Plattformen Facebook, Twitter und Instagram blockiert hatte. Gleichzeitig durften russische Nutzer keine Videos mehr auf die Plattform laden, vorgeblich um sie damit nicht in Gefahr zu bringen, da Haftstrafen für Äußerungen, die sich gegen den Krieg richten, drohten. Jedoch wurde russische Propaganda weiterhin hochgeladen, sowohl von kremltreuen Influencern als auch von staatlichen Stellen.